# 自传数
自传数（英語：Autobiographical number）为满足以下定义，不超過10位數的自然数：
1. 第一位数（从左到右）是所有数位中“0”的个数
2. 第二位数是所有数位中“1”的个数
3. 第三位数是所有数位中“2”的个数

......
依此类推。
例如1210第1至4位數分別為1、2、1和0，而此數字有1個0，2個1和1個2，恰好對應，因此1210為自傳數，也是最小的自傳數。
自傳數有以下7個（OEIS數列A046043）：
1210、2020、21200、3211000、42101000、521001000、6210001000。